# La otra historia de los Estados Unidos
La otra historia de los Estados Unidos (A People's History of the United States, en el original inglés) es un libro escrito por el historiador y politólogo estadounidense Howard Zinn. Fue publicado en 1980 y fue un éxito, con 1 millón de ejemplares vendidos en 2003. Cuenta la historia de los Estados Unidos desde un ángulo visto por los trabajadores, los negros, los extranjeros, las mujeres, etc. en lugar de los presidentes y grandes héroes de la historia. En 2003, recibió el Prix des Amis du Monde Diplomatique por la versión francesa del libro, Une histoire populaire des Etats-Unis.
La otra historia es una historia desde la izquierda, con un enfoque relativista moral y cultural y materialista. Zinn acusa a Cristóbal Colón y otros exploradores de cometer genocidio, desglorifica a los presidentes desde George Washington a Bill Clinton (epílogo) y descubre las apariencias de las guerras libradas por Estados Unidos. En las primeras páginas de este libro, Zinn desmitifica la noción de que el historiador es o puede ser objetivo. Durante una entrevista con The Associated Press, Zinn reconoció que él no estaba tratando de escribir una historia objetiva o una completa. Observó que el libro es una respuesta a las historias tradicionales, como un primer capítulo, no el último de un nuevo tipo de historia.
Como un complemento a La otra historia de los Estados Unidos, Zinn, junto con Anthony Arnove, reunió una serie de cartas, poemas, canciones y discursos de diversas figuras que históricamente han resistido con pequeños y grandes actos. Intitulado “Voces de la otra historia de Estados Unidos “ (Voices of a People’s History of the United States), el volumen fue la base para el proyecto “El pueblo habla” (The People Speak: American Voices, Some Famous, Some Little Known), documental donde diversos actores famosos hacen lectura de estos textos rebeldes. Además de A People’s History, escribió varios libros, incluyendo The Southern Mystique, LaGuardia in Congress, y las memorias “No puedes ser neutral en un tren en movimiento” (You Can't Be Neutral on a Moving Train: A Personal History of Our Times), el título de un documental de 2004 acerca de Zinn narrado por Matt Damon. También escribió tres obras de teatro en una preocupación por socializar el conocimiento, incluyendo una sobre Karl Marx.
Zinn murió el 27 de enero de 2010, aparentemente de un ataque cardiaco mientras estaba de viaje en Santa Mónica, California.

## Contenido general
1. Colón, los indígenas y el progreso humano. Trata sobre el desembarco de Cristóbal Colón en tierras americanas, significando para los nativos de las islas Antillas, Cuba, Hispaniola (Haití y República Dominicana), etc, la esclavitud por parte de la corona española, el genocidio de pueblos indígenas enteros y el control total de sus tierras y sus inmensos recursos naturales. Zinn señala que “lo que hizo Colón con los arawaks de las Islas Antillas, Cortés lo hizo con los aztecas en México, Pizarro con los incas del Perú y los colonos ingleses de Virginia y Massachusetts con los indios powhatanos y pequotes.” La población de 10 millones de indios que vivía al norte de México, al llegar esclavos africanos traídos a América, los que constituyeron la mayor parte del sistema esclavista. Sin embargo, las rebeliones a raíz de la creciente explotación infrahumana no se hicieron esperar, abarcando numerosas revueltas entre blancos y negros.
2. "Dibujo de la línea de color". Las direcciones de la esclavitud a principios de los afroamericanos y de la servidumbre de los pobres de las británicas en el Trece Colonias. Zinn escribe de los métodos por los que dice el racismo fue creado artificialmente con el fin de hacer cumplir el sistema económico. Sostiene que el racismono es natural porque no se registran casos de camaradería y la cooperación entre los esclavos y sirvientes negro blanco en escapar de oposición y, en su subyugación.
3. Gente de la peor calaña. En 1676, la colonia se enfrentaba a una rebelión tan amenazante formada por fronterizos blancos, esclavos y criados. Esta fue la rebelión de Bacon. “La declaración del Pueblo”, redactada por Bacon, muestra el resentimiento populista contra los ricos y de odio fronterizo hacia los indios. En los siglos XVII y XVIII, los pobres de Europa que buscaban una vida mejor en América se convirtieron en fuente de ingresos para los comerciantes, negociantes, capitanes de barco y finalmente para sus amos en América. El racismo se estaba convirtiendo en algo cada vez más práctico, resulta beneficioso para el control de la élite dominante, la cual encontró un engaño tremendamente útil para hacerse del suficiente apoyo para afrontar una revolución contra Inglaterra sin acabar con la esclavitud ni la desigualdad: era el lenguaje de la libertad y la igualdad.
4. La tiranía es la tiranía. La Revolución estadounidense surgió a raíz de los crecientes desencantos de los estadounidenses con el mando inglés. En el “Motín del té” de Boston de 1773, se echaron el té de los navíos a las aguas del puerto, lo que provocó las Leyes de Coercitivas del Parlamento, las cuales establecían virtualmente ley marcial en Massachusetts. Al aumentar la dureza de cada medida de control británico –la proclamación real de 1763, el Stamp Act, la masacre de Boston, etc.- hizo que la rebelión colonial creciera hasta desembocar en la revolución. Organizaron un pequeño comité para redactar la Declaración de Independencia, que escribió Thomas Jefferson y que finalmente fue proclamada solemnemente el día 4 de julio, de 1776. Algunos estadounidenses fueron claramente excluidos de este círculo de intereses que significaba la Declaración de Independencia, como es el caso de los indios, los esclavos negros y las mujeres. La realidad de la Declaración de Independencia era que una clase de gente importante necesitaba alistar a suficientes estadounidenses como para vencer a Inglaterra, sin perturbar las relaciones entre riqueza y poder que se había desarrollado durante 150 años de la historia colonial.
5. Casi una revolución. Para los nativos de América, la revolución significó la pérdida total de sus territorios donde vivían. Con la expulsión de los británicos, los blancos podían empezar el proceso inexorable de desplazar a los indios de sus tierras, matándolos si mostraban resistencia. Se había firmado una paz en que los británicos acordaron establecer una línea en los montes Apalaches. Esta fue la proclamación real de 1763 y enfureció a los estadounidenses. Es por eso que la mayoría de los indios lucharon en el bando inglés durante la revolución. Una vez ganada la guerra, solo quedaba recoger y legalizar en documentos el orden establecido en la Constitución de los Estados Unidos. Cuando se entrevé el interés económico que yace en las cláusulas políticas de la Constitución, se convierte en el trabajo de ciertos grupos que intentaban mantener sus privilegios, a la vez que concedían “migajas económicas” para asegurarse el apoyo popular.
6. Los íntimamente oprimidos. Las mujeres en las colonias tenían derechos prácticamente nulos, para las esclavas inmigrantes y pobres resultaba ser una opresión doble. Muchas mujeres se rebelaron ante el sistema impuesto y la forma de vida que no las contemplaba, como Mary Dyer, Catharine Beecher, Elizabeth Blackwell, Elizabeth Cady Stanton, Margaret Fuller, Sarah Grimké, Angelina Grimké, Frances Wright y Sojourner Truth, entre otras. La historia nunca ha tomado en cuenta a las mujeres de clase trabajadora en la Revolución estadounidense, siendo imprescindibles para el desarrollo de aquella nueva sociedad americana. Las mujeres, que al monopolizar las profesiones de maestras, leían más, se comunicaban más y su educación llegó a ser un elemento subversivo respecto al pensamiento conservador.
7. Mientras crezca la hierba y corra el agua. Una vez expuesto el indio nativo a la “amenaza blanca”, resultaba innecesario, incluso era un obstáculo para la expansión estadounidense. La “mudanza” de los indios era necesaria para abrir el vasto territorio americano a la agricultura, al comercio, a los mercados, al dinero… al desarrollo de la economía capitalista. Fue Andrew Jackson quien emprendió la conquista de las tierras indias a base de mentiras y matanzas indiscriminadas, encontrando fuerte resistencia en algunos poblados creeks en Alabama y seminoles en Florida. La guerra contra los indios duró 8 años, costó 20 millones y 1500 vidas de estadounidenses. El 1 de octubre salió el primer grupo de indios, lo que se conoce como El Camino de las Lágrimas.
8. No tomamos nada por conquista, gracias a Dios. Después de la independencia de Texas de México, se anexó como nuevo estado de la Unión. Se enviaron tropas estadounidenses al río Bravo, se inició lo que se conoce como la Intervención estadounidense en México. En la batalla final por la Ciudad de México, las tropas estadounidenses tomaron el Castillo de Chapultepec y entraron a la ciudad cuando el general Antonio López de Santa Anna se había desplazado hacia el norte.
9. Esclavitud sin sumisión, emancipación sin libertad. Luego de la Guerra contra México, se da una serie de rebeliones de esclavos, el movimiento abolicionista y la Guerra Civil, Zinn describe que la violencia a gran escala de la guerra se utilizó para acabar con la esclavitud en lugar de la violencia a pequeña escala de las rebeliones ya que este último pudo haber llegado más allá de la lucha contra la esclavitud, dando lugar a un movimiento en contra del sistema capitalista. Él escribe que la guerra podría limitar la libertad concedida a los afroamericanos, al permitir el control del gobierno sobre la forma en que la libertad ha sido ganada.
10. La otra Guerra Civil. A raíz del acelerado crecimiento económico e industrial de Estados Unidos, la situación empeoró para la clase trabajadora del País. Durante las décadas previas a la Guerra Civil, se estaban formando la conciencia obrera, a través del activismo social, las huelgas, los sindicatos. Hubo importantes movimientos en defensa de los derechos de los trabajadores, como la Revuelta de Harina de 1837, la Guerra Helderberg, agravados todavía por el Pánico de 1837, provocando una serie de huelgas en las fábricas textiles, de armas y en diversas compañías ferroviarias.
11. Los barones ladrones y los rebeldes. En la época comprendida entre la Guerra Civil y 1900, crecieron enormemente las empresas industriales, los ferrocarriles y los bancos y se convirtieron en las instituciones dominantes de la nación. Se habla de cómo los magnates poderosos se hicieron de su fortuna a través de fraudes o negocios ilícitos, citando a J. P. Morgan, John D. Rockefeller, Andrew Carnegie, Jay Gould. Tuvieron lugar grandes manifestaciones a favor de mejores salarios y condiciones de trabajo, jornada laboral de ocho horas e igualdad de derechos.
12. El imperio y el pueblo. La severa depresión que comenzó en 1893, fortaleció la idea que los mercados extranjeros evitarían las crisis económicas que producía la lucha de clases. Cabe resaltar la idea de “una puerta abierta” de los mercados internacionales a las mercancías estadounidenses. Era una forma de ver el imperialismo más sofisticado que los tradicionales imperios europeos. Zinn habla sobre la guerra hispano-estadounidense y la guerra filipino-estadounidense, reconociendo a las guerras como racistas e imperialistas, al margen de la oposición de amplios sectores del pueblo estadounidense.
13. El reto socialista. A raíz de las crecientes inconformidades de las clases sociales más oprimidas de Estados Unidos surgieron ideologías políticas de tipo socialistas y anarquistas. Se habla principalmente activistas como Emma Goldman, W. E. B. Du Bois, Joe Hill, las ideas del líder del Partido Socialista de América Eugene V. Debs, la historia de asociaciones sindicales como American Federation of Labor e Industrial Workers of the World, así como de famosas figuras literarias de Estados Unidos como Upton Sinclair, Jack London, Theodore Dreiser y Frank Norris.
14. La guerra es la salud del Estado. La expresión, “La Guerra es la Salud del Estado” se refiere a la estabilidad política y social que sufría el gobierno estadounidense en sus épocas de guerra, al crear una falsa unidad nacional en contra del “enemigo”, estableciendo el patriotismo y aplacando la lucha de clases. En efecto, se habla sobre el papel de Estados Unidos en la Primera Guerra Mundial, así como los pocos pero subversivos movimientos en contra de la guerra. Se deja ver el trasfondo económico de la intervención en la guerra, así como las artimañas utilizadas para contener a sus enemigos interiores (socialistas, opositores de la guerra, etc.), como la “Ley de espionaje de 1917”.
15. Autoayuda en tiempos difíciles. Los años 20 dieron lugar a grandes movimientos obreros en los Estados Unidos. El gobierno implementó campañas para destruir al Industrial Workers of the World y al Partido Socialista. La quiebra de la bolsa en 1929, dio origen a la gran depresión, siendo un reflejo de que “la economía estaba esencialmente enferma”. La política del "New Deal" hacían frente a las necesidades más urgentes, pero no resolvían el problema de fondo, por lo que la gente se empezó a organizar para ayudarse a sí misma en Seattle y Pensilvania.
16. ¿Una guerra popular? Zinn habla sobre el papel de Estados Unidos en la Segunda Guerra Mundial al mismo tiempo que pregunta: “¿Era el racismo, el imperialismo y el militarismo de la Alemania Nazi contra lo que peleaba la “democracia” de Estados Unidos? Lo que motivó la incursión de Estados Unidos en la guerra fue el ataque a Pearl Harbor, sin embargo, aquí Zinn nos cuenta una historia que difiere a la tradicional, acerca de que era necesaria la agresión del enemigo - la misma excusa de siempre - para la intervención militar, argumentando que el gobierno no solo sabía anticipadamente el ataque a la base naval, sino que se tomaron las medidas que provocaron el ataque japonés, por lo que resultaron totalmente innecesarios los bombardeos atómicos sobre Hiroshima y Nagasaki para la rendición incondicional de Japón. Durante la guerra, Inglaterra y Estados Unidos establecieron el Fondo Monetario Internacional para asegurar el dominio estadounidense. En concreto, la guerra resultó ser de lo más beneficiosa para el gobierno y las grandes corporaciones estadounidenses: se había demostrado el devastador arsenal que tenían, habían firmado acuerdos por toda Europa para internacionalizar su mercado y la imagen de Hitler fue utilizada para hacer creer al pueblo que los movimientos revolucionarios conllevarían a lo mismo. También se habla de la guerra de Corea como respuesta al temor de “perder territorio” a manos de los comunistas ya que por todo el mundo había movimientos comunistas que reflejaban una posición antiimperialista, que Estados Unidos quería derrotar. Un ejemplo de esto es la invasión de Bahía de Cochinos perpetrada por el gobierno de Kennedy para incitar una revuelta en contra del régimen de Castro, pero era un régimen popular y no hubo revuelta.
17. ¿O explota? (Nombre de una línea del poema de Langston Hughes, "Lenox Avenue Mural”) abarca el movimiento por los derechos civiles en Estados Unidos. Zinn afirma que el gobierno comenzó a hacer reformas contra la discriminación, aunque sin realizar cambios fundamentales en aras de cambiar su imagen internacional, pero a menudo no hizo cumplir las leyes que emitió. Zinn también argumenta que mientras que la estrategia no violenta fue ciertamente efectiva por los activistas de derechos civiles del Sur, se necesitaban las acciones de militantes para resolver los problemas de los guetos negreros, como las propuestas por Malcolm X. También se informa sobre la participación del Partido Comunista en el movimiento, el Congreso de Igualdad Racial, el Comité Coordinador No Violento de Estudiantes, los Jinetes de la Libertad, COINTELPRO, y el Partido Panteras Negras.
18. La victoria imposible: Vietnam. Abarca la guerra de Vietnam, una confrontación entre tecnología moderna organizada y seres humanos organizados. Zinn afirma que Estados Unidos estaba librando una guerra que no podía ganar, ya que el pueblo vietnamita se mostró a favor del gobierno de Hồ Chí Minh y se oponían al régimen de Ngo Dinh Diem instalado por el gobierno estadounidense. Mientras tanto, la moral del ejército estadounidense en la guerra era muy bajo, ya que muchos soldados desertaron por las atrocidades que formaron parte, como la masacre de My Lai. Zinn también trata de disipar la creencia popular de que la oposición a la guerra fue principalmente entre los estudiantes universitarios e intelectuales de clase media, a partir de estadísticas de la época que muestran una mayor oposición por parte de la clase obrera. Zinn afirma que las tropas mismas se opusieron también a la guerra, citando las deserciones y las negativas a ir a la guerra, así como los movimientos, como los Veteranos de Vietnam Contra la Guerra. También nos habla sobre las invasiones de los EE. UU. a Laos y Camboya, el agente naranja y los Papeles del Pentágono (the Pentagon Papers).
19. Sorpresas. En el movimiento de derechos civiles de los años sesenta, comenzaron a aparecer señales de un despertar colectivo. Se había agudizado los movimientos por derechos de los trabajadores, las mujeres, los negros, los presos, como la segunda ola del feminismo, el movimiento de abolición de prisión, el movimiento por los derechos de los nativos americanos, y la contracultura. En los años sesenta y setenta no solo hubo un movimiento de mujeres, un movimiento de presos y un movimiento de indios. Hubo una revuelta general contra los hasta entonces opresivos, artificiales e incuestionados modos de vida. Esta revuelta se veía reflejada en la música, las artes, los deportes, la literatura, etc. nunca en la historia de Estados Unidos había habido tantos movimientos por el cambio en tan corto espacio de tiempo, pero se empezaban a implementar maneras más sutiles de controlar a la gente.
20. Los años setenta: ¿bajo control? Con la desilusión del pueblo con el gobierno estadounidense durante la década de 1970 y la corrupción política que se vio expuesta durante la década, Zinn afirma que la dimisión de Richard Nixon y la exposición de los crímenes cometidos por la CIA y el FBI durante la década fueron hechas por el gobierno, haciéndole creer al pueblo que el sistema estaba ejerciendo la autocrítica y que todo se iba a corregir, con el fin de recuperar el apoyo para el gobierno del pueblo estadounidense sin realizar cambios fundamentales en el sistema. De acuerdo al autor, la presidencia de Gerald Ford siguió las mismas políticas básicas de la administración Nixon. Otros temas cubiertos incluyen protestas contra la Corporación Honeywell, el papel de Angela Davis, el escándalo Watergate, la participación de ITT Corporation en el Golpe de Estado en Chile de 1973, el incidente del Mayagüez, la Operación MK Ultra, el Comité Church, el Comité Pike, la Comisión Trilateral de la Gobernabilidad de las Democracias y Bi-Centenario de la Declaración de Independencia, en el que no parecía que hubiera demasiado entusiasmo por parte de la gente, en cambio, en el bicentenario del "Motín del té” de Boston de 1773 fueron lanzados unos paquetes con las etiquetas Gulf Oil y Exxon al puerto de Boston como símbolo de la oposición al poder corporativo de Estados Unidos.
21. Carter-Reagan-Bush: El consenso bipartidista. Las presidencias de Jimmy Carter, Ronald Reagan y George H. W. Bush parecían intentos de la clase dirigente para reconquistar a los ciudadanos desilusionados, ya que los partidos Demócrata y Republicano mantuvieron políticas que eran esencialmente las mismas, es decir, que se manejó el gobierno en una forma favorable para las empresas y no para el pueblo, y continuaron con una política exterior militante, sin importar qué partido estaba en el poder, utilizando similitudes entre los métodos de las tres administraciones como prueba de ello. Otros temas cubiertos son: la Doctrina de Imparcialidad, la invasión indonesia de Timor Oriental, Noam Chomsky, el calentamiento global, Roy Benavidez, el submarino Trident (Clase Ohio), el programa “Star Wars” (Iniciativa de Defensa Estratégica), el Frente Sandinista de Liberación Nacional, el caso Irán-Contra, la Guerra de la Ley de Poderes, invasión de EE. UU. del Líbano durante la guerra civil libanesa, la invasión de Granada, Óscar Romero, la masacre del Mozote, el bombardeo de Libia, la disolución de la URSS, la Invasión estadounidense de Panamá de 1989 y la guerra del Golfo.
22. La resistencia ignorada. Durante los años de Carter había comenzado a tomar cuerpo un pequeño pero activo movimiento contra la existencia del armamento nuclear. Durante los años de Carter, Reagan y Bush, los medios de comunicación habían ignorado casi todos los movimientos de oposición al gobierno estadounidense. Pronto los mítines crecieron a gran magnitud que se tuvieron que tomar medidas, como el recorte del presupuesto para la gran parte del servicio público, lo que desencadenó huelgas y manifestaciones en todo el país. Dimisiones de empleados del gobierno produjeron fuertes críticas a las actividades del gobierno. Durante la guerra del Golfo nació una red de información que contaba lo que se reservaban los medios de comunicación más importantes. Había periódicos alternativos en muchas ciudades y más de 100 emisoras de radio. En los años 90, el país estaba totalmente dividido en clases de extrema riqueza y extrema pobreza, separados por una clase media insegura y amenazada, sin embargo, continuaba una “cultura de oposición permanente”, la cual se negaba a renunciar a la posibilidad de una sociedad más igualitaria y más humana.
23. La inminente revuelta de los guardianes. En este capítulo, Zinn nos habla sobre un posible futuro movimiento radical contra la desigualdad en América. Zinn afirma que al final habrá un movimiento compuesto no solo de los grupos anteriores que fueron involucrados en el cambio radical como sindicalistas, afroamericanos, nativos americanos, las feministas, sino también miembros de la clase media que están empezando a mostrar descontento con el estado de la nación. Zinn hace un llamado a utilizar las manifestaciones, marchas, desobediencia civil y huelgas generales, en aras de redistribuir la riqueza, para reconstruir las instituciones, para renovar las relaciones y crear un sistema más justo y equitativo.
Epílogo. Sobre la presidencia de Clinton. El capítulo final abarca los efectos de la administración de Bill Clinton en los EE. UU. y el mundo. Zinn afirma que, pese a las afirmaciones de Clinton de que traería cambios en el País, su presidencia mantuvo las cosas de la misma forma que en la era Reagan-Bush.Los temas tratados son: El asedio de Waco, el atentado de Oklahoma City, la Ley de Control del Crimen Violento y Cumplimiento de la Ley, en antiterrorismo y Pena de Muerte Efectiva de 1996, la Ley de Responsabilidad Personal y Oportunidad Laboral, los ataques con misiles en Irak, la Operación Serpiente Gótica, el Genocidio de Ruanda, la guerra de Bosnia, el Banco Mundial, el Fondo Monetario Internacional, el Tratado de Libre Comercio, los bombardeos en Afganistán y Sudán, el juicio político de Bill Clinton, la Declaración Universal de los Derechos Humanos, la Ley de Telecomunicaciones de 1996 (Telecommunications Act), las campañas y mítines de antiglobalización y las manifestaciones contra la cumbre de la OMC en Seattle.

## Otras ediciones
Una versión del libro titulado “El siglo XX” (‘’The Twentieth Century’’) solo contiene capítulos 12-25 "El Imperio y el pueblo" a "las elecciones de 2000 y la guerra contra el terrorismo" (edición original). Aunque fue originalmente concebido como una ampliación del libro original, las últimas ediciones de “A People's History” contiene todos los capítulos posteriores de la misma.
En 2008, Zinn trabajó con Mike Konopacki y Paul Buhle en la creación de La otra Historia del Imperio Estadounidense (A People's History of American Empire), una novela gráfica que cubre diversos temas históricos de La otra Historia de los Estados Unidos, así como la propia participación Zinn de en el activismo y diversos acontecimientos históricos. Zinn trabajó como editor de la serie una serie de libros bajo el sello A People's History. Esta serie se expande sobre las cuestiones y acontecimientos históricos tratados en ‘’La otra Historia de los Estados Unidos’’, dándoles una profunda cobertura, así como también la historia de otros países. Estos libros incluyen:
- A People's History of the Supreme Court (La otra Historia de la Corte Suprema) por Pedro Irons con Prólogo de Zinn.
- A People's History of Sports in the United States (La otra Historia de los Deportes en los Estados Unidos) por Dave Zirin con una introducción de Howard Zinn.
- A People's History of American Empire (American Empire Project) por Howard Zinn, Mike Konopacki y Paul Buhle.
- The Darker Nations: A People's History of the Third World (Las Naciones más Oscuras: La otra Historia del Tercer Mundo) por Vijay Prashad.
- A People's History of the American Revolution (La otra Historia de la Revolución Estadounidense) por Ray Raphael.
- A People's History of the Civil War (La otra Historia de la Guerra Civil) por David Williams.
- A People's History of the Vietnam War (La otra Historia de la guerra de Vietnam) por Jonathan Neale.
- A People's History of Science: Miners, Midwives, and Low Mechanicks (Historia de la Ciencia: Mineros, comadronas y Mecánicos) por Clifford D. Connor.
- A People's History of the World (La otra Historia del Mundo) por Chris Harman.
- The Mexican Revolution: A People's History (La Revolución Mexicana: La otra Historia) de Adolfo Gilly

### Versión para jóvenes lectores
En julio de 2007, la editorial independiente Seven Stories Press publicó una A Young People's History of the United States, una adaptación ilustrada de dos volúmenes de A People's History para los lectores jóvenes (10-14 años). La nueva versión, adaptada del texto original de Rebecca Stefoff, se actualiza hasta el final de 2006, e incluye una nueva introducción y un epílogo por Howard Zinn.

## Cultura popular
Howard Zinn fue un gran amigo de Matt Damon, quien incluyó una famosa referencia a su texto de historia en el guion de la película Good Will Hunting, donde su personaje le recomienda el libro a su psicólogo (Robin Williams). Bruce Springsteen es un gran admirador de Zinn, cuyo álbum Nebraska fue inspirado en parte por La otra Historia.
El libro fue la base de un documental de 2007, Profit Motive and The Whispering Wind.
En uno de los capítulos de la serie The Sopranos, se llega a ver el libro en la mano del hijo de Tony, AJ. En el episodio de Los Simpson That 90's sho, se puede apreciar a Marge con este libro en las manos.
En la película Lady Bird el personaje de Timothée Chalamet aparece leyendo el libro. Esto debido a los rasgos políticos característicos del personaje.